# My Heart Goes Bang (Get Me to the Doctor)
«My Heart Goes Bang» — сингл британського гурту Dead or Alive. Четвертий та останній сингл з другого студійного альбому Youthquake.

## Ремікси
Було випущено ремікс на 7-дюймовій платівці та два розширені ремікси синглу на 12 дюймових платівках. Згодом пісня була реміксована втретє для компіляційного альбому Rip It Up, який вийшов восени 1987 року.
«My Heart Goes Bang» знову реміксували та перезаписували для альбомів Fragile та Unbreakable, які випускались лише на лейблі Avex в Японії.

## Відеокліп
Частини музичного відео зображують співака Піта Бернса у шкіряній куртці на мотоциклі, а гурт гуляє по подіуму в сонцезахисних окулярах.
Жодних офіційних музичних роликів для японських версій, що вийшли у 2000 році, не випускалось.

## Трек-лист
| UK 7" | UK 7"                                                                | UK 7"      |
| #     | Назва                                                                | Тривалість |
| ----- | -------------------------------------------------------------------- | ---------- |
| 1.    | «My Heart Goes Bang (Get Me to the Doctor) [7" US Wipe-Out Mix]»     | 3:10       |
| 2.    | «Big Daddy Of The Rhythm (Live at the Hammersmith Odeon, July 1985)» | 3:25       |

| UK 12" | UK 12"                                                               | UK 12"     |
| #      | Назва                                                                | Тривалість |
| ------ | -------------------------------------------------------------------- | ---------- |
| 1.     | «My Heart Goes Bang (Get Me to the Doctor) [Extended]»               | 7:20       |
| 2.     | «Big Daddy Of The Rhythm (Live at the Hammersmith Odeon, July 1985)» | 3:25       |
| 3.     | «My Heart Goes Bang (Get Me to the Doctor) [7" US Wipe-Out Mix]»     | 3:10       |

## Чарти
| Чарт (1985)                        | Вища сходинка |
| ---------------------------------- | ------------- |
| Australia (Kent Music Report)      | 41            |
| French singles chart               | 32            |
| Irish Singles Chart                | 21            |
| Japanese Singles Chart             | 12            |
| UK Singles Chart                   | 23            |
| U.S. Billboard Hot Dance Club Play | 15            |